# Didemnum beringense
Didemnum beringense är en sjöpungsart som beskrevs av Romanov 1977. Didemnum beringense ingår i släktet Didemnum och familjen Didemnidae. Inga underarter finns listade i Catalogue of Life.